# Grøtnesdalen
Grøtnesdalen est une localité du comté de Troms, en Norvège.

## Géographie
Administrativement, Grøtnesdalen fait partie de la kommune de Karlsøy.